# Kärdu (Lümanda)
Kärdu est un ancien village de la commune de Lümanda du comté de Saare en Estonie.
En décembre 2014, il est absorbé par le village de Lümanda.